# Sun Country Airlines
Sun Country Airlines is een Amerikaanse lagekostenluchtvaartmaatschappij. De maatschappij vliegt in Noord- en Centraal-Amerika en naar de Caraïben. Sun Country Airlines vervoert tevens vracht voor webwinkel Amazon.

## Geschiedenis
Sun Country Airlines werd op 2 juli 1982 opgericht en voerde op 20 januari 1983 haar eerste vlucht uit met een geleasede Boeing 727-200 van Air Florida. Een deel van de eerste werknemers kwam binnen na het faillissement van Braniff International Airways. In 1988 werd het hoofdkantoor naar Minneapolis verplaatst, waar de luchtvaartmaatschappij sindsdien haar basis heeft. Sun Country Airlines werd opgericht als chartermaatschappij, maar ging vanaf 1999 ook steeds meer lijnvluchten aanbieden.
In 2008 en 2011 raakte de maatschappij bijna failliet, waarna de voormalig CEO van Allegiant Air werd aangesteld. Hiermee werd de maatschappij financieel stabieler. Op 17 december 2019 kocht Amazon Air een minderheidsbelang in de Sun Country Airlines om vrachtvluchten uit te laten voeren met Boeing 737s. Op 7 mei 2020 werd hiervoor de eerste vlucht uitgevoerd met een toestel in de kleuren van Amazon. Op 17 maart 2021 kwam de maatschappij op de beurs bij NASDAQ met beurscode SNCY.
In 2024 vervoerde de maatschappij ruim 4,2 miljoen passagiers.

## Vloot

### Huidige vloot

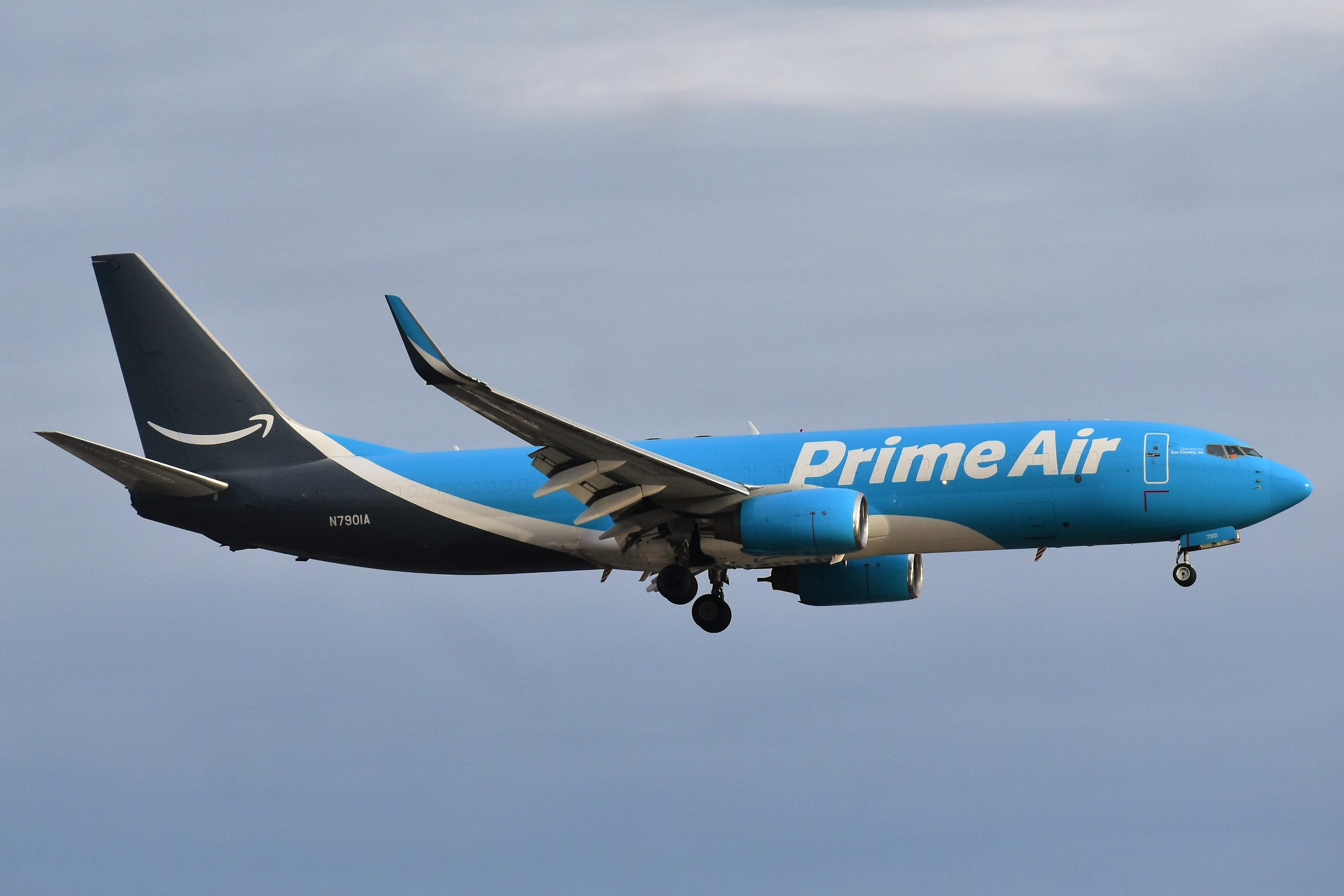
Een Boeing 737-800BCF uitgevoerd voor Amazon.com

De vloot van Sun Country Airlines bestaat uit de volgende toestellen (april 2025):
| Type              | In dienst | Orders | Opmerkingen                |
| ----------------- | --------- | ------ | -------------------------- |
| Boeing 737-800    | 44        | —      |                            |
| Boeing 737-900ER  | 1         | 4      | [ 17 ]                     |
| Vrachtvloot       |           |        |                            |
| Boeing 737-800BCF | 14        | 8      | Uitgevoerd voor Amazon Air |
| Totaal            | 59        | 12     |                            |

### Voormalige vloot

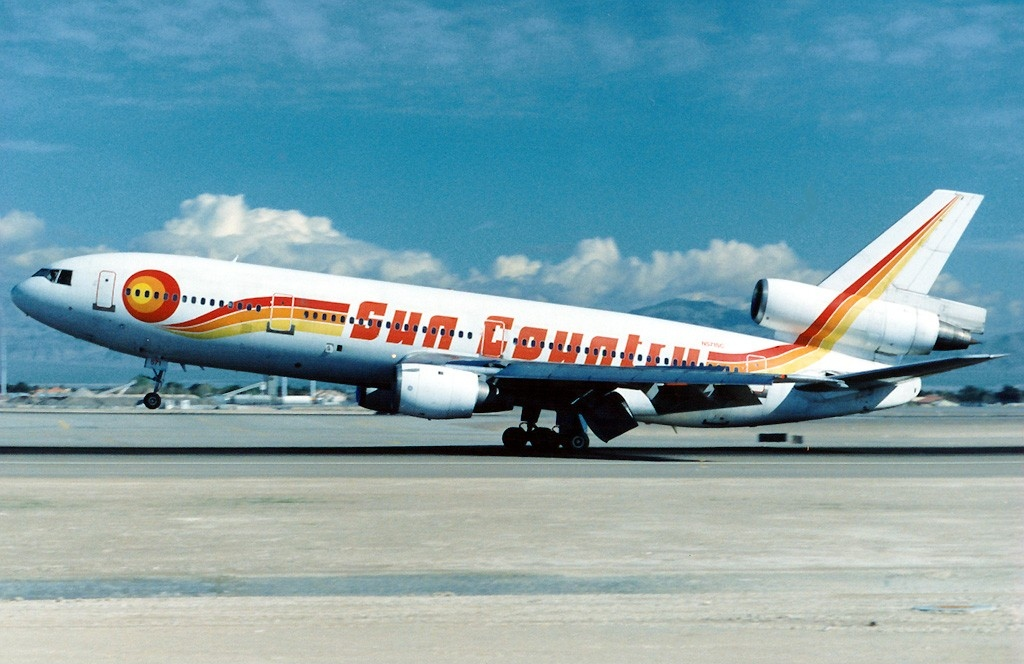
Voormalige McDonnell Douglas’s DC-10-10 van Sun Country Airlines

De vloot van Sun Country Airlines bestond ook uit de volgende toestellen:
| Type                        | Aantal | In dienst | Uitgefaseerd | Opmerkingen             |
| --------------------------- | ------ | --------- | ------------ | ----------------------- |
| Boeing 727-200              | 42     | 1983      | 2002         |                         |
| Boeing 737-700              | 9      | 2008      | 2023         |                         |
| Boeing 737-800              | 29     | 2001      | 2022         |                         |
| McDonnell Douglas DC-10-10  | 6      | 1993      | 1998         |                         |
| McDonnell Douglas DC-10-15  | 4      | 1994      | 2001         |                         |
| McDonnell Douglas DC-10-30F | 2      | 1995      | 1997         |                         |
| McDonnell Douglas DC-10-40  | 1      | 1986      | 1991         | Naar Northwest Airlines |

## Bestemmingen
Sun Country Airlines voert passagiersvluchten uit naar de volgende bestemmingen (april 2025):
| Land                        | Stad                | Luchthaven                                                   | Opmerkingen      |
| --------------------------- | ------------------- | ------------------------------------------------------------ | ---------------- |
| Amerikaanse Maagdeneilanden | Charlotte Amalie    | Luchthaven Cyril E. King                                     | Seizoensgebonden |
| Aruba                       | Oranjestad          | Internationale luchthaven Koningin Beatrix                   | Seizoensgebonden |
| Belize                      | Belize City         | Philip S. W. Goldson International Airport                   | Seizoensgebonden |
| Canada                      | Montréal            | Montréal-Pierre Elliott Trudeau International Airport        | Seizoensgebonden |
| Canada                      | Toronto             | Internationale luchthaven Toronto Pearson                    | Seizoensgebonden |
| Canada                      | Vancouver           | Vancouver International Airport                              | Seizoensgebonden |
| Canada                      | Winnipeg            | Winnipeg James Armstrong Richardson International Airport    | Seizoensgebonden |
| Costa Rica                  | Liberia             | Luchthaven Guanacaste                                        | Seizoensgebonden |
| Dominicaanse Republiek      | Punta Cana          | Punta Cana International Airport                             | Seizoensgebonden |
| Honduras                    | Roatán              | Internationale luchthaven Juan Manuel Gálvez                 | Seizoensgebonden |
| Jamaica                     | Montego Bay         | Sangster International Airport                               | Seizoensgebonden |
| Kaaimaneilanden             | George Town         | Owen Roberts International Airport                           | Seizoensgebonden |
| Mexico                      | Cancún              | Internationale luchthaven van Cancún                         | Seizoensgebonden |
| Mexico                      | Cozumel             | Internationale luchthaven van Cozumel                        | Seizoensgebonden |
| Mexico                      | Mazatlán            | Internationale luchthaven Generaal Rafael Buelna             | Seizoensgebonden |
| Mexico                      | Monterrey           | Internationale luchthaven Generaal Mariano Escobedo          | Seizoensgebonden |
| Mexico                      | Puerto Vallarta     | Internationale luchthaven Licenciado Gustavo Díaz Ordaz      | Seizoensgebonden |
| Mexico                      | San José del Cabo   | Internationale luchthaven Los Cabos                          | Seizoensgebonden |
| Mexico                      | Zihuatanejo         | Internationale luchthaven Ixtapa-Zihuatanejo                 | Seizoensgebonden |
| Puerto Rico                 | San Juan            | Luis Muñoz Marín International Airport                       |                  |
| Sint Maarten                | Philipsburg         | Princess Juliana International Airport                       | Seizoensgebonden |
| Turks- en Caicoseilanden    | Providenciales      | Providenciales International Airport                         | Seizoensgebonden |
| Verenigde Staten            | Albany              | Albany International Airport                                 | Seizoensgebonden |
| Verenigde Staten            | Albuquerque         | Albuquerque International Sunport                            | Seizoensgebonden |
| Verenigde Staten            | Amarillo            | Rick Husband Amarillo International Airport                  | Seizoensgebonden |
| Verenigde Staten            | Anchorage           | Internationale luchthaven Ted Stevens Anchorage              | Seizoensgebonden |
| Verenigde Staten            | Asheville           | Asheville Regional Airport                                   | Seizoensgebonden |
| Verenigde Staten            | Atlanta             | Hartsfield-Jackson Atlanta International Airport             | Seizoensgebonden |
| Verenigde Staten            | Atlantic City       | Atlantic City International Airport                          | Seizoensgebonden |
| Verenigde Staten            | Austin              | Austin-Bergstrom International Airport                       | Seizoensgebonden |
| Verenigde Staten            | Baltimore           | Baltimore/Washington International Thurgood Marshall Airport |                  |
| Verenigde Staten            | Boise               | Boise Airport                                                | Seizoensgebonden |
| Verenigde Staten            | Boston              | Internationale luchthaven Boston Logan                       | Seizoensgebonden |
| Verenigde Staten            | Bozeman             | Bozeman Yellowstone International Airport                    | Seizoensgebonden |
| Verenigde Staten            | Buffalo             | Buffalo Niagara International Airport                        | Seizoensgebonden |
| Verenigde Staten            | Bullhead City       | Laughlin/Bullhead International Airport                      | Seizoensgebonden |
| Verenigde Staten            | Burlington          | Patrick Leahy Burlington International Airport               | Seizoensgebonden |
| Verenigde Staten            | Charleston          | Charleston International Airport                             | Seizoensgebonden |
| Verenigde Staten            | Charlotte           | Internationale luchthaven Charlotte-Douglas                  | Seizoensgebonden |
| Verenigde Staten            | Chicago             | O'Hare International Airport                                 |                  |
| Verenigde Staten            | Cincinnati          | Cincinnati/Northern Kentucky International Airport           | Seizoensgebonden |
| Verenigde Staten            | Columbus            | John Glenn Columbus International Airport                    | Seizoensgebonden |
| Verenigde Staten            | Dallas              | Dallas/Fort Worth International Airport                      |                  |
| Verenigde Staten            | Dallas              | Dallas Love Field Airport                                    | Seizoensgebonden |
| Verenigde Staten            | Denver              | Internationale luchthaven Denver                             |                  |
| Verenigde Staten            | Destin              | Destin–Fort Walton Beach Airport                             | Seizoensgebonden |
| Verenigde Staten            | Detroit             | Detroit Metropolitan Wayne County Airport                    | Seizoensgebonden |
| Verenigde Staten            | Duluth              | Duluth International Airport                                 | Seizoensgebonden |
| Verenigde Staten            | Eau Claire          | Chippewa Valley Regional Airport                             |                  |
| Verenigde Staten            | Fort Lauderdale     | Fort Lauderdale-Hollywood International Airport              | Seizoensgebonden |
| Verenigde Staten            | Fort Myers          | Southwest Florida International Airport                      |                  |
| Verenigde Staten            | Grand Rapids        | Gerald R. Ford International Airport                         | Seizoensgebonden |
| Verenigde Staten            | Green Bay           | Green Bay–Austin Straubel International Airport              | Seizoensgebonden |
| Verenigde Staten            | Greensboro          | Piedmont Triad International Airport                         | Seizoensgebonden |
| Verenigde Staten            | Gulfport            | Gulfport–Biloxi International Airport                        | Seizoensgebonden |
| Verenigde Staten            | Harlingen           | Valley International Airport                                 | Seizoensgebonden |
| Verenigde Staten            | Hartford            | Bradley International Airport                                | Seizoensgebonden |
| Verenigde Staten            | Houston             | Houston William P. Hobby Airport                             | Seizoensgebonden |
| Verenigde Staten            | Indianapolis        | Indianapolis International Airport                           | Seizoensgebonden |
| Verenigde Staten            | International Falls | Falls International Airport                                  | Seizoensgebonden |
| Verenigde Staten            | Jackson Hole        | Jackson Hole Airport                                         | Seizoensgebonden |
| Verenigde Staten            | Jacksonville        | Jacksonville International Airport                           | Seizoensgebonden |
| Verenigde Staten            | Kailua              | Kona International Airport                                   | Seizoensgebonden |
| Verenigde Staten            | Kalispell           | Glacier Park International Airport                           | Seizoensgebonden |
| Verenigde Staten            | Kansas City         | Kansas City International Airport                            | Seizoensgebonden |
| Verenigde Staten            | Killeen             | Killeen Regional Airport                                     | Seizoensgebonden |
| Verenigde Staten            | Knoxville           | McGhee Tyson Airport                                         | Seizoensgebonden |
| Verenigde Staten            | Las Vegas           | Harry Reid International Airport                             |                  |
| Verenigde Staten            | Little Rock         | Clinton National Airport                                     | Seizoensgebonden |
| Verenigde Staten            | Longview            | East Texas Regional Airport                                  | Seizoensgebonden |
| Verenigde Staten            | Los Angeles         | Los Angeles International Airport                            |                  |
| Verenigde Staten            | Louisville          | Louisville International Airport                             | Seizoensgebonden |
| Verenigde Staten            | Madison             | Dane County Regional Airport                                 | Seizoensgebonden |
| Verenigde Staten            | Melbourne           | Melbourne Orlando International Airport                      | Seizoensgebonden |
| Verenigde Staten            | Memphis             | Internationale luchthaven Memphis                            | Seizoensgebonden |
| Verenigde Staten            | Miami               | Internationale Luchthaven Miami                              | Seizoensgebonden |
| Verenigde Staten            | Milwaukee           | Milwaukee Mitchell International Airport                     | Seizoensgebonden |
| Verenigde Staten            | Minneapolis         | Internationale luchthaven Minneapolis-Saint Paul             | hub              |
| Verenigde Staten            | Minot               | Minot International Airport                                  | Seizoensgebonden |
| Verenigde Staten            | Missoula            | Missoula Montana Airport                                     | Seizoensgebonden |
| Verenigde Staten            | Monterey            | Monterey Regional Airport                                    | Seizoensgebonden |
| Verenigde Staten            | Myrtle Beach        | Myrtle Beach International Airport                           | Seizoensgebonden |
| Verenigde Staten            | Nashville           | Nashville International Airport                              |                  |
| Verenigde Staten            | Newark              | Newark Liberty International Airport                         |                  |
| Verenigde Staten            | New Orleans         | Louis Armstrong New Orleans International Airport            | Seizoensgebonden |
| Verenigde Staten            | New York            | John F. Kennedy International Airport                        | Seizoensgebonden |
| Verenigde Staten            | Oakland             | Internationale luchthaven van San Francisco Bay Oakland      | Seizoensgebonden |
| Verenigde Staten            | Oklahoma City       | OKC Will Rogers International Airport                        | Seizoensgebonden |
| Verenigde Staten            | Orlando             | Orlando International Airport                                |                  |
| Verenigde Staten            | Palm Springs        | Palm Springs International Airport                           | Seizoensgebonden |
| Verenigde Staten            | Philadelphia        | Philadelphia International Airport                           | Seizoensgebonden |
| Verenigde Staten            | Phoenix             | Mesa Gateway Airport                                         | Seizoensgebonden |
| Verenigde Staten            | Phoenix             | Phoenix Sky Harbor International Airport                     |                  |
| Verenigde Staten            | Pittsburgh          | Pittsburgh International Airport                             | Seizoensgebonden |
| Verenigde Staten            | Portland (Maine)    | Portland International Jetport                               | Seizoensgebonden |
| Verenigde Staten            | Portland (Oregon)   | Portland International Airport                               | Seizoensgebonden |
| Verenigde Staten            | Providence          | Rhode Island T. F. Green International Airport               | Seizoensgebonden |
| Verenigde Staten            | Punta Gorda         | Punta Gorda Airport                                          | Seizoensgebonden |
| Verenigde Staten            | Raleigh             | Raleigh-Durham International Airport                         | Seizoensgebonden |
| Verenigde Staten            | Rapid City          | Rapid City Regional Airport                                  | Seizoensgebonden |
| Verenigde Staten            | Reno                | Reno–Tahoe International Airport                             | Seizoensgebonden |
| Verenigde Staten            | Richmond            | Richmond International Airport                               | Seizoensgebonden |
| Verenigde Staten            | Rochester           | Rochester International Airport                              | Seizoensgebonden |
| Verenigde Staten            | Saint Louis         | Lambert–St. Louis International Airport                      | Seizoensgebonden |
| Verenigde Staten            | Saint Petersburg    | St. Pete–Clearwater International Airport                    | Seizoensgebonden |
| Verenigde Staten            | Salt Lake City      | Salt Lake City International Airport                         | Seizoensgebonden |
| Verenigde Staten            | San Angelo          | San Angelo Regional Airport                                  | Seizoensgebonden |
| Verenigde Staten            | San Antonio         | San Antonio International Airport                            | Seizoensgebonden |
| Verenigde Staten            | San Diego           | San Diego International Airport                              |                  |
| Verenigde Staten            | San Francisco       | Internationale luchthaven van San Francisco                  |                  |
| Verenigde Staten            | San Jose            | San Jose International Airport                               | Seizoensgebonden |
| Verenigde Staten            | Santa Maria         | Santa Maria Public Airport                                   | Seizoensgebonden |
| Verenigde Staten            | Sarasota            | Sarasota–Bradenton International Airport                     | Seizoensgebonden |
| Verenigde Staten            | Savannah            | Savannah/Hilton Head International Airport                   | Seizoensgebonden |
| Verenigde Staten            | Seattle             | Seattle-Tacoma International Airport                         |                  |
| Verenigde Staten            | Sioux Falls         | Sioux Falls Regional Airport                                 | Seizoensgebonden |
| Verenigde Staten            | Spokane             | Spokane International Airport                                | Seizoensgebonden |
| Verenigde Staten            | Syracuse            | Syracuse Hancock International Airport                       | Seizoensgebonden |
| Verenigde Staten            | Tampa               | Tampa International Airport                                  |                  |
| Verenigde Staten            | Traverse City       | Cherry Capitol Airport                                       | Seizoensgebonden |
| Verenigde Staten            | Tucson              | Tucson International Airport                                 | Seizoensgebonden |
| Verenigde Staten            | Waco                | Waco Regional Airport                                        | Seizoensgebonden |
| Verenigde Staten            | Washington D.C.     | Internationale luchthaven Washington Dulles                  | Seizoensgebonden |
| Verenigde Staten            | Washington D.C.     | Ronald Reagan Washington National Airport                    | Seizoensgebonden |
| Verenigde Staten            | West Palm Beach     | Palm Beach International Airport                             | Seizoensgebonden |
| Verenigde Staten            | Williston           | Williston Basin International Airport                        | Seizoensgebonden |
| Verenigde Staten            | Wilmington          | Wilmington International Airport                             | Seizoensgebonden |

### Interline-overeenkomsten
Sun Country Airlines onderhoudt interline-overeenkomsten met de volgende luchtvaartmaatschappijen:
- China Airlines
- Condor
- Emirates
- EVA Air
- Hawaiian Airlines
- Icelandair